# 网顶河
网顶河，或称望顶河，位于中国广东省广州市花都区，是流溪河的支流。网顶河发源于猪乸石，经狮前、鸿鹤、网顶至港头汇入流溪河。干流长20公里，流域面积89.09平方公里。